# Gumaga orientalis
Gumaga orientalis là một loài Trichoptera trong họ Sericostomatidae. Loài này có ở miền Ấn Độ - Mã Lai và miền Cổ bắc.